# Утойя. Выстрелы Брейвика
«Утойя. Выстрелы Брейвика» (норв. Utøya 22. juli) — норвежский драматический фильм-триллер 2018 года режиссёра Эрика Поппе о террористической атаке 22 июля 2011 на молодёжный лагерь на острове Утойя, в результате которой погибли 69 человек. Фильм принимал участие в конкурсной программе 68-го Берлинского международного кинофестиваля, где 19 февраля 2018 состоялась его мировая премьера.

## Сюжет
Фильм начинается документальными кадрами из Осло, где 22 июля 2011 года вооружённый правый экстремист Андерс Беринг Брейвик взорвал начинённый взрывчаткой автомобиль, от чего погибло восемь человек. Затем действие переносится на остров Утёйа.
Камера следует за 19-летней Кайей, которая проводит здесь несколько праздничных дней со своей младшей сестрой Эмили. Между ними возникает спор, потому что Эмили не в настроении от пребывания в лагере и не имеет абсолютно никакого желания идти на барбекю, поэтому Кайя идет сама. Неожиданно слышится первый выстрел. С этого выстрела начинается снятая одним кадром 72-минутная реконструкция событий, представленных глазами жертв: отчаянные поиски Кайей Эмили, страх в глазах молодых людей, их бегство к лесу, отчаянная надежда на спасение. И неизвестный убийца, который всё ближе и ближе.

## В ролях
- Андреа Бернтсен[англ.] — Кайя
- Александер Холмен — Магнус
- Солвейг Колёэн Биркеланд — раненая девушка
- Бреде Фристад — Петтер
- Элли Рианнон Мюллер Осборн — Эмили
- Йенни Свенневиг — Уда
- Ингеборг Энес — Кристина
- Сорош Садат — Исса
- Ада Эйде — Каролина

## Награды и номинации
- 2018 — участие в конкурсной программе Берлинского, Гентского и Вальядолидского кинофестивалей.
- 2018 — две премии «Аманда» за лучшую женскую роль (Андреа Бернтцен) и за лучшую женскую роль второго плана (Солвейг Колёэн Биркеланд), а также 6 номинаций: лучший фильм (Финн Еррум[англ.], Стейн Б. Кваэ), лучший режиссёр (Эрик Поппе), лучший сценарий (Сив Райендрам Элиассен, Анна Баке-Вииг[англ.]), лучшая операторская работа (Мартин Оттербек[нем.]), лучший звуковой дизайн (Гисле Твейто), приз зрительских симпатий.
- 2018 — приз имени Карло ди Пальмы Европейской киноакадемии за лучшую работу европейского оператора (Мартин Оттербек), а также номинация на премию европейских университетов.